# Indomesambria
Indomesambria is een geslacht van rechtvleugeligen uit de familie veldsprinkhanen (Acrididae). De wetenschappelijke naam van dit geslacht is voor het eerst geldig gepubliceerd in 2006 door Ingrisch.

## Soorten
Het geslacht Indomesambria  is monotypisch en omvat slechts de volgende soort:
- Indomesambria num (Ingrisch, 2006)